# 島根県芸術文化センター グラントワ
島根県芸術文化センター グラントワ（しまねけんげいじゅつぶんかセンター グラントワ）は、島根県益田市有明町にある芸術文化施設。島根県立石見美術館と、島根県立いわみ芸術劇場で構成され、2005年10月8日に開館した。正式名称は「島根県芸術文化センター」で、「グラントワ」は愛称である。

## 概要
「グラントワ」の由来は、広い屋根と言う意味のフランス語 (Grand Toit) である。全国からの16,456点の応募の中から選ばれた。建物の屋根が、石見の景観・風土を象徴する、落ち着いた赤色石州瓦の使用された、大きな切妻屋根で作られていることに由来している。
建物の屋根、外壁には島根県が誇る石州瓦が約28万枚使用されている。大ホール壁面には、音響・意匠・構造を一体のものとするため、三次元的に複雑な形状を持つコンクリート折版構造が採用されており、約1.8秒（500Hz/空席時）の残響時間が確保されている。
設計は、株式会社内藤廣建築設計事務所。
- 敷地面積 約3.7ヘクタール
- 階数 地上2階 + 地下1階
- 建築面積 14,000平方メートル
- BCS賞、公共建築賞受賞

## 歴史
益田市中心部の再開発の必要性が1970年代から語られていた、2001年3月に策定された「第4次益田市総合振興計画」、「益田市中心市街地活性化基本計画」をもとにして益田駅前地区周辺は2004年11月頃から再開発が進められている。この一環により島根県芸術文化センター グラントワが建築され、他にも益田駅前に益田駅前ビル EAGAが建築され、旧市街を通る中島染羽線が拡張整備された。

## アクセス
- 石見交通「グラントワ前」バス停から徒歩1分
- JR益田駅から約1km（徒歩15分）
- 萩・石見空港から約6km（連絡バスJR益田駅まで約15分）
- 最寄りバス停は、石見交通「グラントワ前」バス停だが、石見交通本社からも近い